# Are You Lookin' at Me?
Are You Lookin' at Me? è il nono album in studio da solista del cantante australiano Colin Hay, pubblicato nel 2007.

## Tracce
1. Are You Lookin' at Me? - 4:14
2. Lose to Win - 4:00
3. Here in My Hometown - 5:26
4. Up in Smoke - 3:39
5. No One Knows - 4:01
6. This Time I Got You - 4:10
7. Lonely Without You - 3:56
8. What Would Bob Do? - 4:49
9. Pure Love - 3:27
10. Me and My Imaginary Friend - 3:05
11. Land of the Midnight Sun - 4:30
12. I Wish I Was Still Drinking - 4:14